# Gelliodes petrosioides
Gelliodes petrosioides är en svampdjursart som beskrevs av Arthur Dendy 1905. Gelliodes petrosioides ingår i släktet Gelliodes och familjen Niphatidae.
Artens utbredningsområde är Sri Lanka. Inga underarter finns listade i Catalogue of Life.